# Рилузол
Рилузол (англ. Riluzole, лат. Riluzolum) — синтетичний лікарський препарат, який є похідним бензотіазолу, який застосовується для лікування бічного аміотрофічного склерозу. Рилузол застосовується виключно перорально. Препарат застосовується в клінічній практиці з 1995 року.

## Фармакологічні властивості
Рилузол — синтетичний лікарський препарат, який за хімічною структурою є похідним бензотіазолу. Механізм дії препарату полягає в інгібуванні вивільнення глутаматів у центральній нервовій системі, а також інгібування NMDA-рецепторів. Унаслідок цього знижується виділення глутаматів у ЦНС, що призводить до зниження процесів збудження у нервовій системі, а також до зменшення пошкоджуючої дії глутамату на нейрони, а також знижує проведення збудження до мотонейронів спинного мозку та зменшує рефлекторне збудження рухових нейронів у моносинаптичній рефлекторній дузі. Наслідком цього є посилення моторних функцій та спонтанної локомоції у хворих бічним аміотрофічним склерозом, що дає можливість таким хворим тривалий час пересуватися самостійно, а також відсуває у таких хворих необхідність проведення трахеостомії та штучної вентиляції легень. Рилузол застосовується для лікування бічного аміотрофічного склерозу, причому тривалий час він залишається єдиним препаратом, який має доведену ефективність при цьому захворюванні. Згідно даних клінічних досліджень, при застосуванні рилузолу у хворих бічним аміотрофічним склерозом у залежності від дози препарату спостерігається подовження життя від 3 до 6 місяців, хоча й інші клінічні прояви захворювання при застосуванні рилузолу суттєво не змінювались. Експериментально рилузол застосовують також для лікування хвороби Альцгеймера та інших дегенеративних захворювань головного мозку.

### Фармакокінетика
Рилузол швидко всмоктується при пероральному застосуванні, біодоступність препарату становить 60 %. Максимальна концентрація рилузолу досягається протягом 1—1,5 години після прийому препарату. Препарат майже повністю (на 96 %) зв'язується з білками плазми крові. Рилузол проникає через гематоенцефалічний бар'єр, через плацентарний бар'єр, та виділяється у грудне молоко. Препарат метаболізується в печінці з утворенням неактивних метаболітів, виводиться рилузол переважно із сечею у вигляді метаболітів (90 %), частково (10 %) виводиться з калом. Період напіввиведення препарату становить 9—15 годин (у середньому 12 годин).

## Показання до застосування
Рилузол застосовується для лікування бічного аміотрофічного склерозу.

## Побічна дія
При застосуванні рилузолу побічні ефекти виникають нечасто. Найчастішими серед побічних ефектів препарату є:
- Алергічні реакції та з боку шкірних покривів — набряк Квінке, синдром Стівенса-Джонсона анафілактоїдні реакції.
- З боку травної системи — нудота, блювання, діарея, біль у животі, панкреатит, погіршення апетиту, жовтяниця, гепатит.
- З боку нервової системи — запаморочення, головний біль, парестезії, сонливість, вертиго, загальна слабкість, ригідність м'язів.
- З боку серцево-судинної системи — артеріальна гіпертензія, тахікардія.
- З боку дихальної системи — зниження легеневої функції, інтерстиційні захворювання легень.
- Зміни в лабораторних аналізах — нейтропенія, анемія, підвищення активності амінотрансфераз.

## Протипокази
Рилузол протипоказаний при підвищеній чутливості до препарату, печінковій недостатності або підвищенні активності амінотрансфераз у 3 рази.

## Форми випуску
Рилузол випускається у вигляді таблеток по 0,05 г.